# Ендрю Сміт
Ендрю Сміт (англ. Andrew Smith; 3 грудня 1797 — 12 серпня 1872) — шотландський лікар, натураліст, дослідник, зоолог. Народився у місті Хоїк. Вивчав медицину в Університеті Единбургу. Здобув ступінь доктора медицини в 1819 році й пішов до армії як хірург. У 1820 році був відряджений у Капську колонію доглядати за британськими військовими, дислокованими там, а з 1822 року — за корінними жителями, також.

## Африканський період
Сміт швидко завоював репутацію завдяки здатності адаптуватися до умов півдня Африки, а також спілкуватися і жити з тубільними племенами, як-от банту і коса. У 1825 році його призначено першим завідувачем Південноафриканського музею природної історії в Кейптауні. 1828 року Сміт вирушив до Намаленда, щоб там дізнатися більше про життя бушменів. Одним з результатів була публікація 1831 року його статті про історію та суспільство бушменів.
1833 року Сміт провів 18 місяців експедиції в маловідомих областях Басутоленду, Куруману, і Магалісберга. У травні 1836 року, Сміт зустрівся з молодим Чарлзом Дарвіном. Вони стали друзями (згодом Чарлз Дарвін спонсорував вступ Сміта до Королівського товариства).

## Повернення у Велику Британію
У січні 1837 року Сміт повернувся до Великої Британії і почав роботу над своїм п'ятитомником Ілюстрації зоології Південної Африки, який з'явився між 1838 і 1850 роками. У 1844 році він одружився зі своєю економкою Елен Хендерсон. Між тим він підіймається службовими сходами й стає директором-генералом Армії медичного обслуговування в 1853 році. Був відповідальним за організацію медичних послуг під час Кримської війни (1854—1856). Було назначене розслідування щодо його особистої провини в поганому стані медичної допомоги армії й слідча комісія його виправдала. Отримав лицарство в Ордені Бані незадовго до відставки через хворобу в 1858 році.

## Описані вченим види
- Африканський скельний щур (Petromus typicus A. Smith, 1831)

## Названі на честь вченого види
- Покрівельна черепаха Сміта (Pangshura smithii Gray, 1863)